# Kulturministerium (Italien)

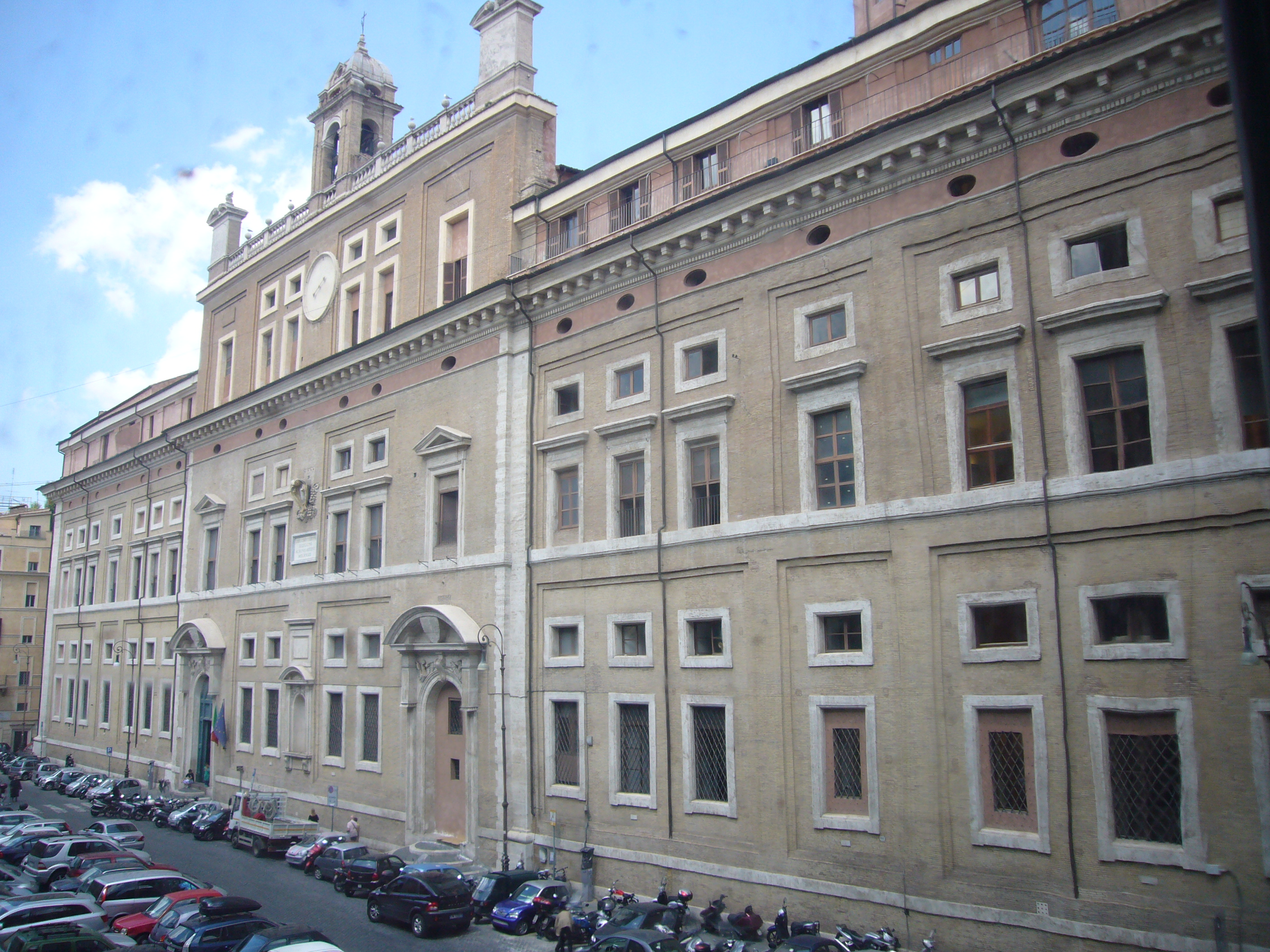
Dienstsitz Palazzo del Collegio Romano

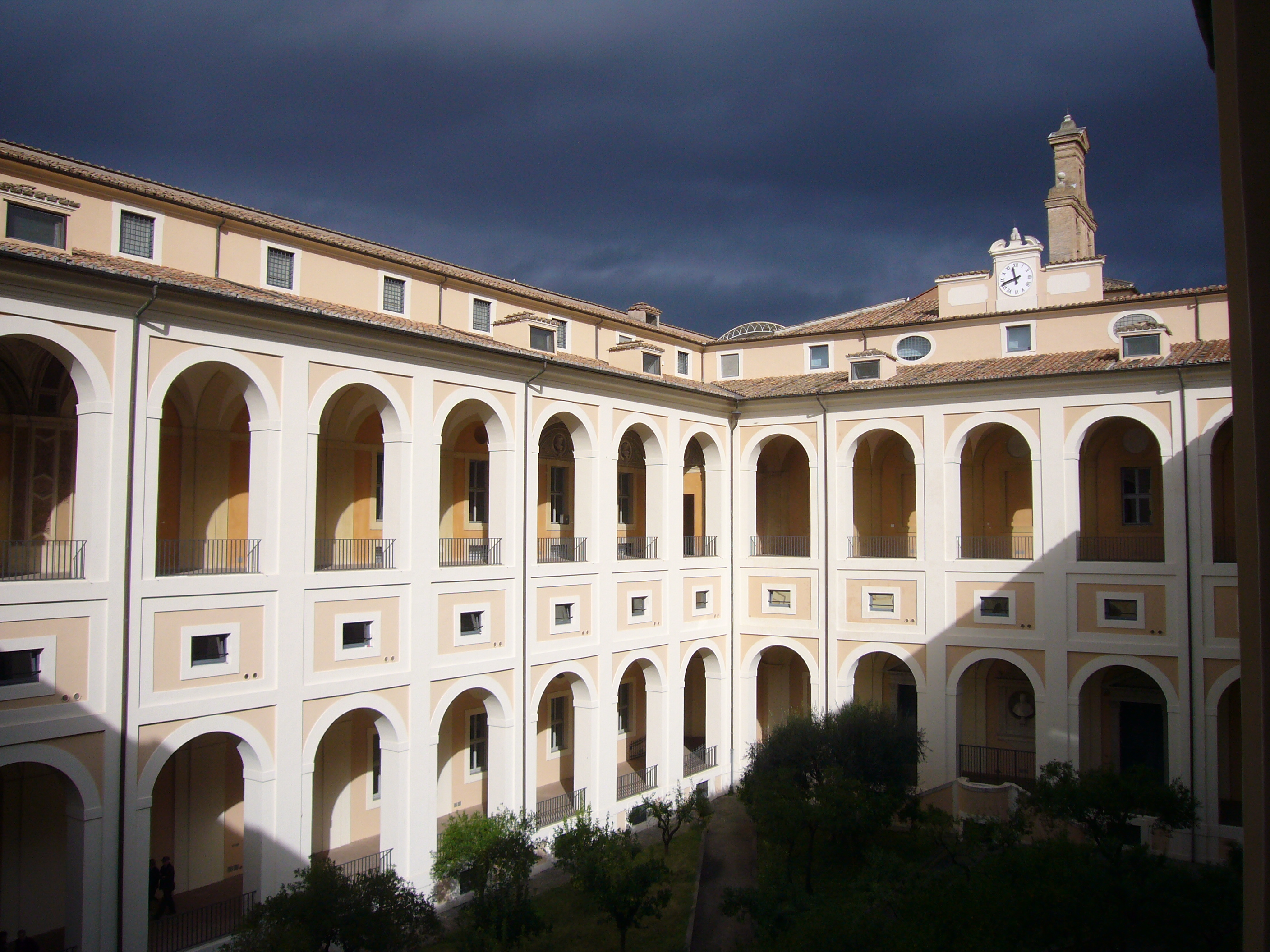
Zweiter Dienstsitz in Ripa Grande

Das Kulturministerium (italienisch Ministero della Cultura, kurz MiC) ist ein Ministerium der italienischen Regierung. Zu seinem Aufgabenbereich gehören die Kulturgüter im Allgemeinen und alle Ausdrucksformen der Schönen Künste. Der Hauptsitz des Ministeriums befindet sich im Palazzo del Collegio Romano in Rom, ein zweiter bedeutender Dienstsitz in San Michele a Ripa Grande in Trastevere. Amtierender Minister ist seit September 2024 Alessandro Giuli.

## Organisation
Die politische Führung besteht aus dem Minister und ein oder zwei Staatssekretären. Letztere sind in Italien keine Beamte, sondern Politiker. Amtschef des Ministeriums und damit oberster Verwaltungsbeamter ist ein Generalsekretär. Das Ministerium untergliedert sich in einen Leitungsbereich und in zwölf Abteilungen (Direzioni Generali; Stand 2021):
- Abteilung für Bildung, Forschung und kulturelle Fachinstitute
- Abteilung für Archäologie, Schöne Künste und Kulturlandschaft
- Abteilung für die Sicherheit der Kulturgüter
- Abteilung für Museen
- Abteilung für Archive
- Abteilung für Bibliotheken und Urheberrecht
- Abteilung für zeitgenössische Kreativität
- Abteilung für kulturelle Veranstaltungen
- Abteilung für Film und Kino
- Organisationsabteilung
- Haushaltsabteilung
- Digitalisierung

Zur zentralen Organisation des Ministeriums gehören verschiedene wissenschaftliche Institute und Beiräte sowie eine Sondereinheit der Carabinieri zum Schutz von Kulturgütern. Der Generalsekretär des Ministeriums beaufsichtigt und koordiniert nicht nur die Arbeit der oben genannten zentralen Fachabteilungen, sondern auch all ihre nachgeordneten Dienststellen und Einrichtungen. Zu diesem Zweck sowie zur Pflege der Beziehungen zu den regionalen und lokalen Gebietskörperschaften unterstehen ihm 17 regionale Sekretariate, die für die jeweiligen 20 italienischen Regionen zuständig sind. In den autonomen Regionen Aostatal, Sizilien und Trentino-Südtirol übernehmen die dortigen Regierungen in der Regel die Aufgaben des Ministeriums oder seiner regionalen Sekretariate. Fachabteilungen des Ministeriums sind neben spezialisierten zentralen Einrichtungen regionale Ämter nachgeordnet, die als „Superintendenturen“ und regionale Direktionen bezeichnet werden und im Wesentlichen für Archäologie, Denkmalschutz und verschiedene Gedächtnisinstitutionen zuständig sind. Darüber hinaus beaufsichtigt das Ministerium unter anderem die Accademia della Crusca, die Accademia Nazionale dei Lincei, den Zentralen Ausschuss für historische Studien (Giunta centrale per gli studi storici) mit dessen nachgeordneten Forschungsinstituten, die Italienische Archäologische Schule Athen sowie eine Reihe von Stiftungen, die meist Träger von kulturellen Institutionen sind (Theater, Opernhäuser usw.). Öffentliche kulturelle Angelegenheiten und Institutionen, die nicht zum (relativ großen) Geschäftsbereich des Ministeriums gehören, sind in der Regel den Regierungen der Regionen und der autonomen Provinzen sowie den kommunalen Verwaltungen vorbehalten.

## Geschichte
Das heutige Kulturministerium entstand im Jahr 1974 als Ministerium für Kulturgüter durch eine Ausgliederung aus dem Bildungsministerium. Es erhielt auch Kompetenzen von anderen Ministerien, beispielsweise vom Innenministerium die für die Staatsarchive. Zeitweise war es auch für Sport und Tourismus zuständig.
Bis Februar 2021 trung das Ministerium die Bezeichnung „Ministerium für Kulturgüter, kulturelle Aktivitäten und Tourismus“. Obwohl es sich im Wesentlichen um ein Kulturministerium handelt, wurde es in Italien lange Zeit offiziell nicht so genannt, weil dieser Begriff wegen des berüchtigten Volkskulturministeriums aus der Zeit des Faschismus sehr negativ belegt war. Inoffiziell war der Begriff „Kulturministerium“ dennoch weit verbreitet, insbesondere in der Presse.
Erster Minister für Kulturgüter wurde der spätere Senatspräsident Giovanni Spadolini.